# 소성초등학교
소성초등학교는 대한민국 전북특별자치도 정읍시 소성면 보화리에 있는 공립 초등학교이다.

## 학교 연혁
- 1924년 4월 25일 소성공립보통학교 개교(설립인가 3월 18일)
- 1938년 4월 1일 소성공립심상소학교로 개칭[1]
- 1941년 4월 1일 소성공립국민학교 개칭[2]
- 1981년 3월 10일 병설유치원 개원(1학급)
- 1996년 3월 1일 소성초등학교로 개칭[3]
- 1998년 3월 1일 남성초등학교 본교로 통폐합
- 2016년 2월 5일 제92회 졸업(졸업생 6명, 총 7,112명)
- 2016년 3월 1일 6학급 편성, 병설유치원 1학급 편성
- 2016년 3월 1일 제27대 이귀림 교장 부임

## 참고 자료
- 소성초등학교 - 한국교육학술정보원 학교알리미